# Comuna Privlaka, Vukovar-Srijem
Privlaka este o comună în cantonul Vukovar-Srijem, Croația, având o populație de 2.954 de locuitori (2011).

## Demografie
Componența etnică a comunei Privlaka
     Croați (99,19%)
     Necunoscut (0,1%)
     Neclasificat (0,64%)
Componența confesională a comunei Privlaka
     Catolici (98,85%)
     Necunoscută (0,24%)
     Alte religii (0,91%)
Conform recensământului din 2011, comuna Privlaka avea 2.954 de locuitori. Din punct de vedere etnic, majoritatea locuitorilor (99,19%) erau croați. Apartenența etnică nu este cunoscută în cazul a 0,1% din locuitori. Din punct de vedere confesional, majoritatea locuitorilor (98,85%) erau catolici. Pentru 0,24% din locuitori nu este cunoscută apartenența confesională.